# Kuratel
Kuratel (fr. curatelle, av lat. cura, "omsorg"), omvårdnad utförd av en eller flera enskilda personer (kuratorer) om annans intressen enligt förordnande av myndighet eller i varje fall av annan än rättsintressenten själv.
Genom denna senare begreppsbestämning skiljer sig kuratelet från sysslomannaskapet och fullmaktsförhållandet samt företer åter likhet med förmyndarskapet. I motsats till det senare, som har till uppgift att avhjälpa bristande rättskapacitet hos en person och därför också innebär en principiell befogenhet att i alla avseenden handla i hans ställe, betecknar åter kuratel vårdnadsuppdrag bara i visst avseende och är oftast anordnat för rättskapabel person, utan att vara inskränkt till detta. Med åtskillnaden sammanhänger, att förmyndarskap i främsta rummet framträder som ett målsmanskap, d.v.s. en rätt att ställföreträda den omyndige i förhållande till tredje man, på samma sätt som en fullmäktig sin huvudman, medan kuratel närmast har naturen av ett sysslomannaskap.
Kuratel används också som benämning på studentnationerna i Lund och Uppsalas verkställande ledning. Dessa består i Lund i regel av kurator, en eller två prokuratorer, samt eventuellt källarmästare och notarie. I Uppsala består kuratel i regel av förste, andre och tredje kurator.